# 遥かな地底で
『遥かな地底で』（はるかなちていで、原題：英: Usurp the Night）は、アメリカ合衆国のホラー小説家ロバート・バーバー・ジョンスンによる短編ホラー小説。クトゥルフ神話の1つで、『ウィアード・テイルズ』1939年6・7月合併号に掲載された。食屍鬼を題材としている。地下を舞台とした、クレイグとわたし（語り手）のやり取りであるが、分量のほとんどをクレイグによる口語の語りが占めている。クレイグがハワード・フィリップス・ラヴクラフトに食屍鬼の資料を提供していたということになっており、虚実が入り混じる。
東雅夫は『クトゥルー神話事典』にて、「ラヴクラフトの『ピックマンのモデル』以来、神話大系にも欠かせぬ脇役となっている食屍鬼の恐怖を、現代的なシチュエーションのうちに描いた名作である」と解説している。
作者は、同誌に1935年から41年にかけて6作品を発表しているが、経歴がわかっていない。東雅夫はこれらを「いずれも水準を越える出来栄え」と評したうえで、特に本作を「同誌編集長となったドロシー・マクルレイスをして"ウィアード・テイルズ掲載作品中、最高傑作のひとつ"と評せしめた、傑作食屍鬼譚である」と解説している。

## あらすじ
開業したばかりのニューヨーク市の地下鉄で事故が多発する。現場からは異形の生物の死体が見つかり、彼らが事故犠牲者の遺体を引きずり出して食べようとしていたことや、餌を確保するために列車事故を誘発していたことが明らかとなる。
自然史博物館で類人猿に詳しいゴードン・クレイグ教授のもとに、不可解な生物の死体が持ち込まれ、クレイグは科学的な調査結果を報告書にまとめる。だが、その生物は、内心で自分の分析をばかげていると思うほどに、信じられない生物であった。狂人呼ばわりされることさえ想定していたクレイグだったが、報告書を受け取った市当局は逆にクレイグをスカウトし、深夜の地下鉄を闇に潜む食屍鬼から守る秘密の私設警備隊・地下鉄特別班のリーダーに指名する。
官庁と運営会社は、食屍鬼の存在を一般の利用者には知らせずにもみ消す。さらに食屍鬼の出没範囲を、特定区間の、夜の特定の時間帯まで絞り込む。特別班の仕事は、列車が運行していない深夜の路線を守り、発見した食屍鬼を狩ること。初期は拳銃とカンテラでの警備であったが、予算を惜しまない運営の働きにより信号機や無線も整備される。クレイグは25年間、地下で警備活動を続けてきた。
熱弁するクレイグの表情を見て、わたしは怯えて声も出せない。クレイグの顔は、もはや人間離れしていた。長年にわたる暗闇での殺戮は、クレイグの心身に影響を及ぼしていた。クレイグは既に部下たちに、自分が狂いきったら射殺するよう命令してあると語る。そして、地上では夜が明けても、地底の亡者たちには夜明けはないのだと、自分達と食屍鬼達を同一視して皮肉に述べる。

## 主な登場人物
わたし
語り手。クレイグを友人と呼ぶ。
ゴードン・クレイグ教授
25年前は、自然史博物館の職員で類人猿の権威であった。食屍鬼のサンプルを科学調査した出来事をきっかけに、地下鉄特別班という小軍隊10名のリーダーとして、長らく食屍鬼たちと戦いを続けてきた。
ハワード・フィリップス・ラヴクラフトに食屍鬼の生態についての資料を提供していた。ラヴクラフトが食屍鬼をリアリティをもって書けたのはこのためである。
食屍鬼
地下に棲み、納骨所から遺体を盗んで貪り食らう。光を嫌う。文明の発展に伴い、そのような場所は少なくなったが、代わりに地下鉄をテリトリーとして活動するようになった。どこからともなく姿を現し、また姿を消す。地下鉄の一般利用者たちには、彼らが存在することは知らされていない。

## 収録
- 『クトゥルー13』青心社、大瀧啓裕訳「遥かな地底で」
- 『ク・リトル・リトル神話集』赤井敏夫訳「地の底深く」